# Système de lancement vertical
Un système de lancement vertical ( (en) vertical launching system, VLS) est un dispositif de lancement de missiles utilisé originellement à bord de navires ou sous-marins permettant comme son nom l'indique de tirer des missiles à la verticale depuis ceux-ci sans utiliser de rampe de lancement. Dans les années 2010, certains sont installés également dans des bases à terre. Contrairement aux anciens lanceurs de missiles qui ne peuvent tirer que leur armes dédiées, il dispose de plusieurs blocs permettant d'insérer divers types de missiles pour une plus grande polyvalence.

## Systèmes d'armes
Les systèmes les plus connus sont :
- le Mark 41 Vertical Launching System, développé par Lockheed Martin et Martin Marietta et dont la structure mécanique est construit actuellement par BAE Systems[2]. Entré en service en 1986, il est utilisé par onze marines nationales en 2011 et opérationnel sur un premier site terrestre en 2015.
- le Sylver, développé par Naval Group, pour les missiles Aster, VL MICA, Crotale[3] et Missile de croisière naval. On le retrouve ainsi à bord du Charles de Gaulle, des frégates Horizon et Aquitaine, des destroyers Type 45 et des Classe Al Ryiadh[4],[5].
- 3S14 (UKSK) [3R14] ( (ru) : УКСК  pour  Универсальный корабельный стельбовой комплекс; (en) multipurpose ship firing system), développé depuis la fin des années 2000 par le conglomérat russe Concern Morinformsystem-Agat pour, entre autres, la classe Kirov et les frégates de la classe Amiral Gorchkov[6],[7].
- Système de lancement vertical coréen (K-VLS ou KVLS) : développé par la  Agency for Defense Development (en), organisme de la Corée du Sud, et construit par une branche de Hanwha; en service depuis 2003 dans la Marine de la république de Corée
- Large Missile Vertical Launch System ((LMVLS) développé pour les missiles hypersoniques devant etre emporté par les trois destroyers de la classe Zumwalt. Commande entre aout 2022 et juillet 2024 pour être installé d'ici 2026[8]

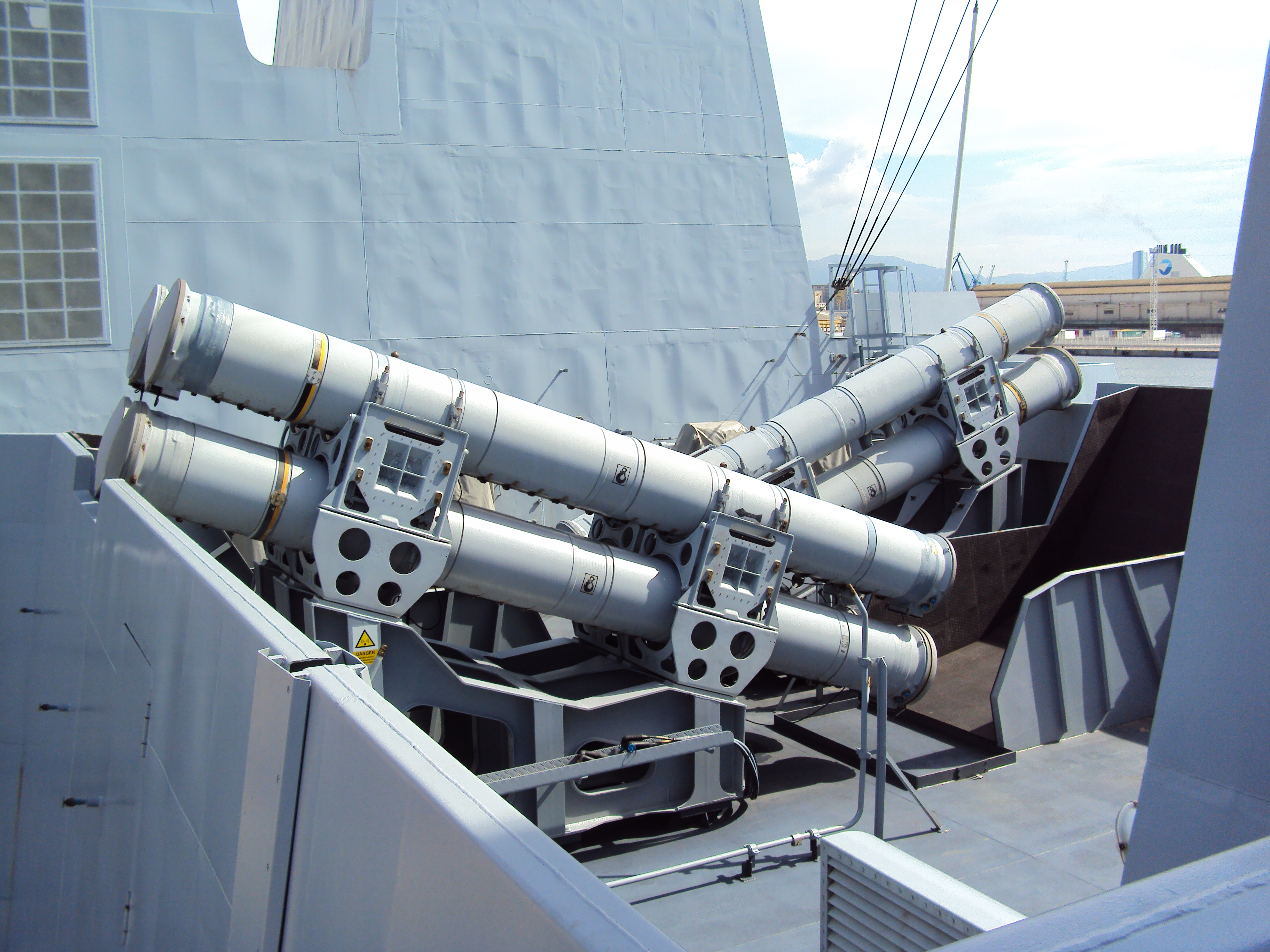
Avant le développement des lanceurs verticaux, les missiles ne pouvaient être tiré que par leurs systèmes spécifiques (ici un système de lancement d’Exocet sur la frégate Forbin).
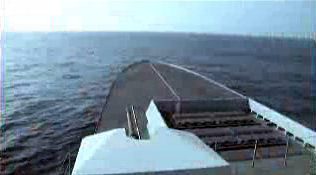
Lance-missiles SYLVER sur la frégate Forbin
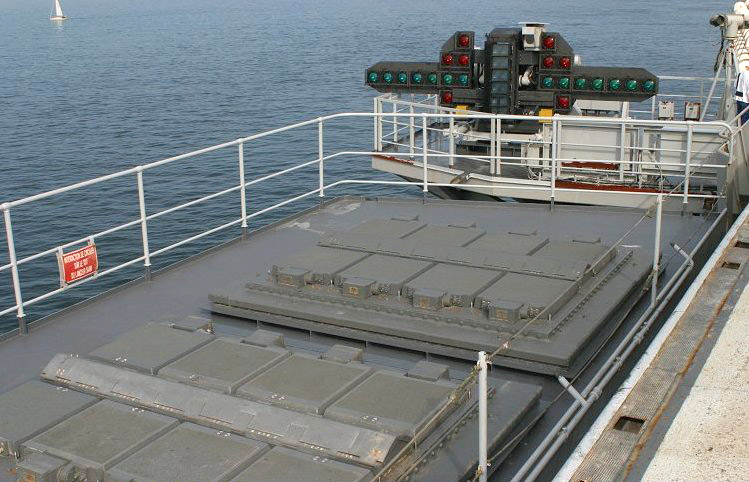
Lance-missiles SYLVER sur le porte-avions Charles de Gaulle
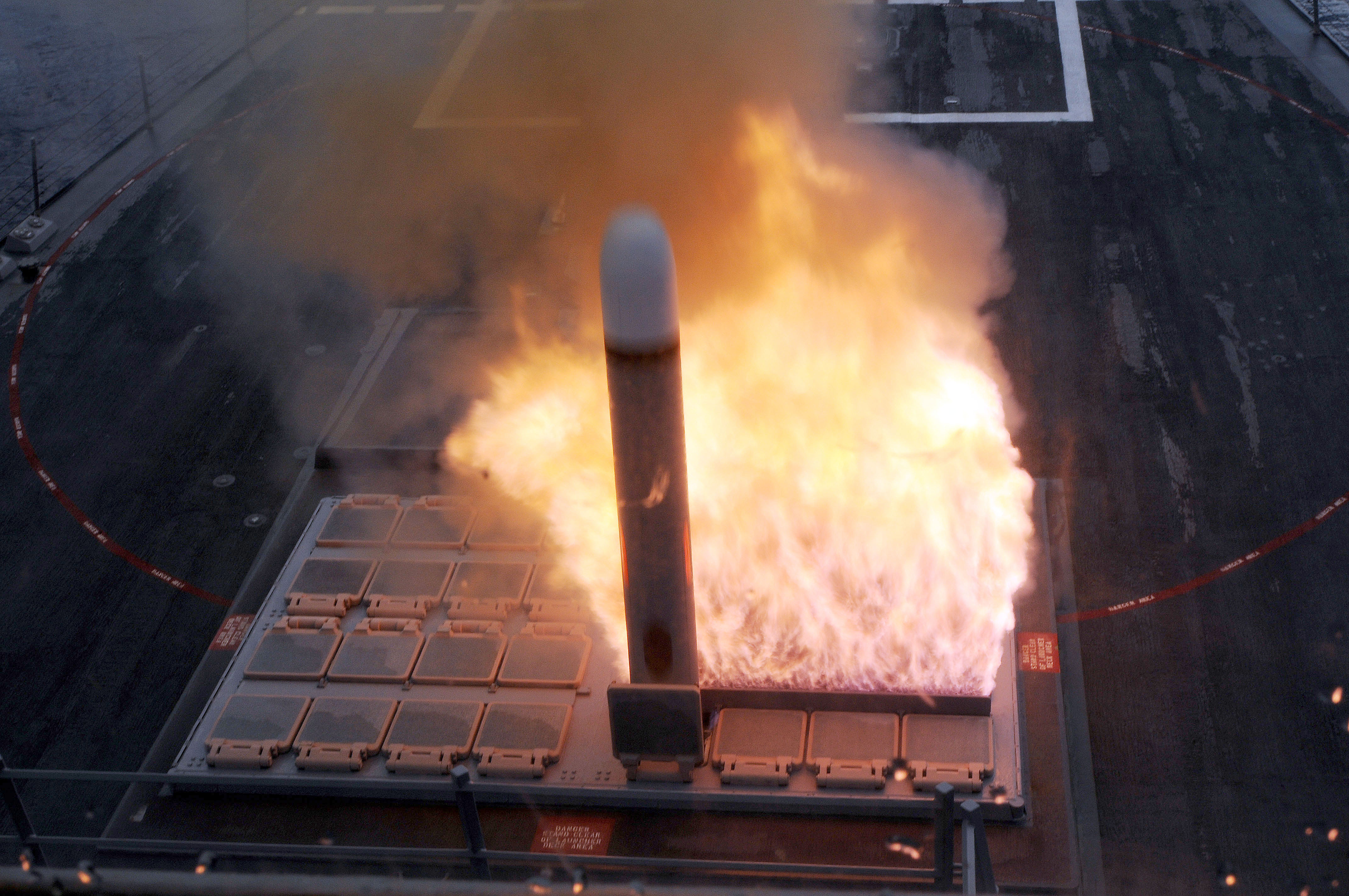
Lancement d’un Tomahawk avec le système Mk41 depuis un destroyer de classe Arleigh Burke.
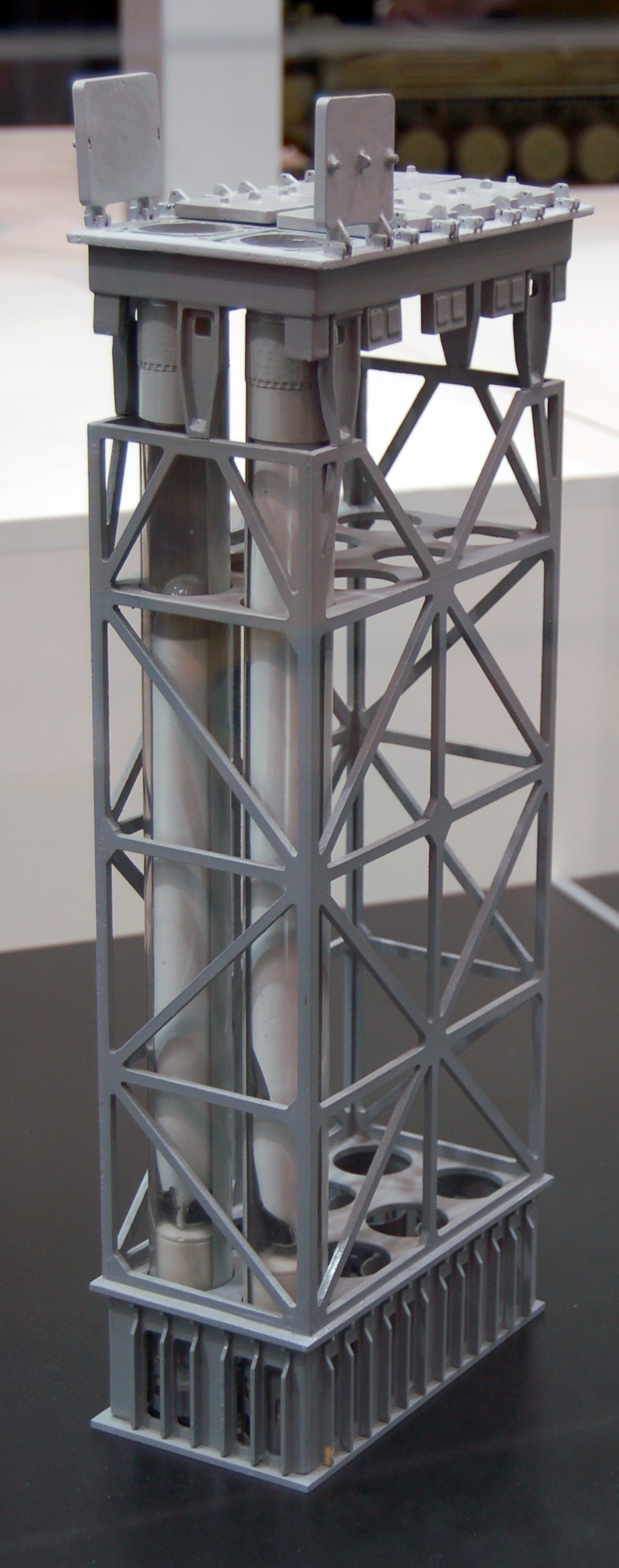
Maquette de système de lancement vertical 3S14